# 伊斯蘭教法學
伊斯兰教法学（羅馬化：Fiqh）是伊斯蘭教的法律法則，從阿拉伯語可音譯為斐格海、費格海。與注重根源和被稱為沙里亞的伊斯蘭教法不同，教法學側重對敎法的參悟和理解，這門學科強調通過人們的理性思考來了解伊斯蘭教法的原理和規則。
由於牽涉到人類的理性解讀，教法學體現了伊斯蘭教法的靈活運用，使之可以解決不同時空背景之下無經訓明文可依的具體問題，適應社會生活發展所需。伊斯蘭教法學推演法律的方式是建基於二手法源來作出獨立的法律論證，被稱為伊智提哈德，這些二手法源包括伊制瑪爾（學者的普遍共識）、格雅斯（類比式論證）、伊斯提哈桑（法學家偏好的裁定）、伊斯提斯拉赫（考量公眾利益）、薩德艾德茲哈賴（杜絕法律上容許但可招致後患的行為）、伊斯提斯哈布（假定狀況不變）及歐爾夫（慣例）。
經過法學家多個世紀以來的評論和研究，法律詮釋五花八門，形成了不同的法學學派。那些推演教法的學者被稱為穆智台希德，他們構建了伊斯蘭教法學的法則、原理、指引和理論，即是伊斯蘭法學原理。

## 語源與語義

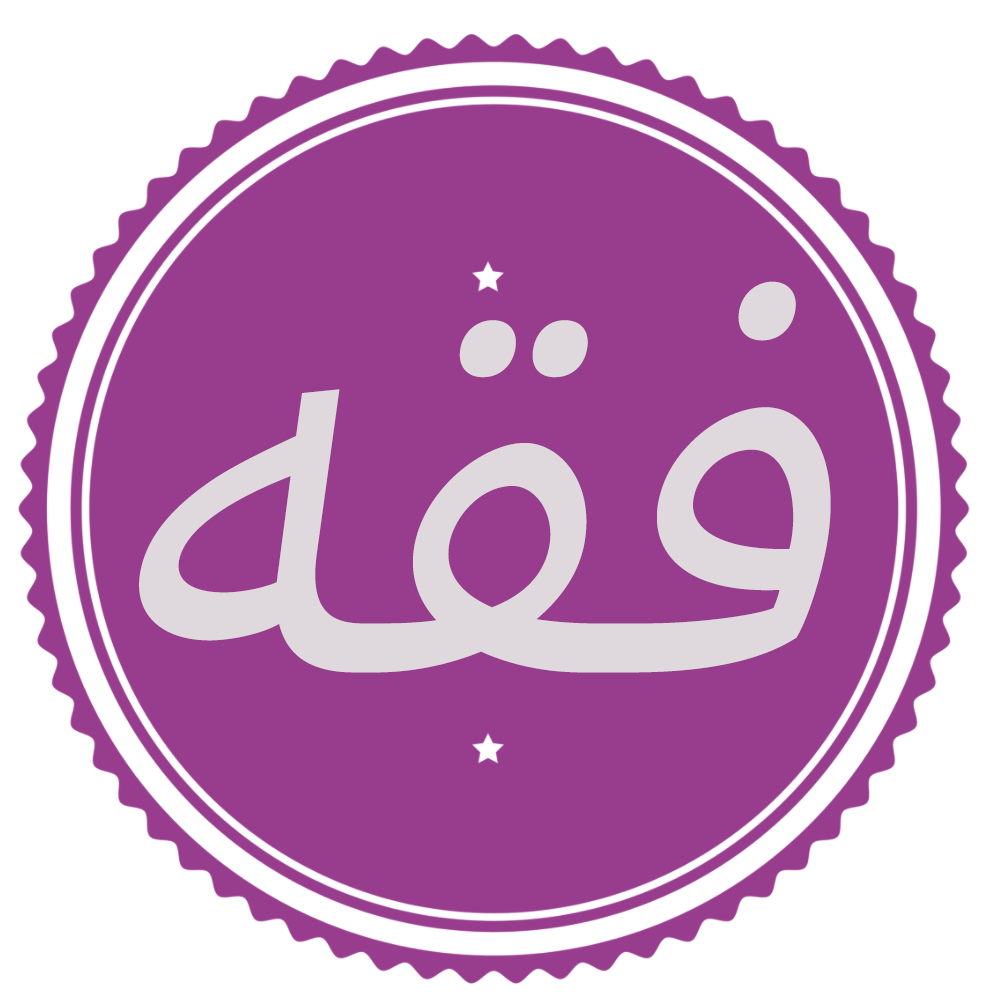
斐格海的阿拉伯語書法

斐格海一詞源自阿拉伯語字根fa、qaf及ha，它們組成的動詞法吉哈（羅馬化：Faqiha）意指認識、了解、領會、領悟。《古蘭經》懺悔章裡的一節經文提到：「信士們不宜全體出征，他們為何不這樣做呢？每族中有一部分人出征，以便留守者專攻教義，而在同族者還鄉的時候，加以警告，以便他們警惕。」其中的用語「專攻教義」採用了源自同樣字根的詞語，學習阿拉伯語的西方人將之稱為「第五形態動詞」，即其字根含有文意。這個「第五形態動詞」塔法蓋哈（羅馬化：Tafaqqaha）的意思是向別人傳授他所理解的真主意願，學者伊本·卡迪·舒赫芭用以專指法則的傳授，不一定與探發法律的方法有關。
史學家伊本·赫勒敦形容斐格海是「對真主法規的認識，這些法規與人們的行為相關，他們認為自身有責任遵照規定所需（法爾德）、所禁（哈拉姆）、所勉（曼杜卜）、所惡（麥克盧哈）及所許（穆巴哈）」。著名《古蘭經》經注學家伊本·阿巴斯認為斐格海的定義等同希克瑪（智慧），並指「希克瑪就是法度的知識，辨識清真（合法）與哈拉姆（違反教律）」。8世紀穆斯林學者阿布·哈尼法形容它是「自身對權利與義務的認知」，包含對真主和對人類的責任。
11世紀神學家安薩里列舉了五個與學問相關的術語，其中便包括斐格海。他認為斐格海的語義經歷了變化，這個詞語原本是指「對真相的洞察力」，後來卻收窄至「特殊案例的知識，包括精通這些知識的來龍去脈和相關爭議的詳情，並認識與之相關的不同見解」。安薩里本人認為如果是涉及《古蘭經》，斐格海是「來世的學問、對微妙的人性缺失相關的知識，這些人性缺失會使人墮落，因此需要深入了解凡世的不足和期昐來世的樂土，才能敬畏真主」。
現代學者對斐格海的定義更具體，把它局限在法學領域。穆斯塔法·艾哈邁德·扎卡認為它是伊斯蘭教法法理的專門知識。伊斯蘭教學者約翰·埃斯波西托則指斐格海是人類對真主法規的理解，法學家需要採用伊斯蘭法學原理去理解它，即「運用工作原理和研究方式從原始來源導出法理」。

### 與沙里亞的差異
不過，人們往往都不加區分和交替使用沙里亞與斐格海兩個詞語。學者巴薩姆·蒂比認為另一位著名學者約翰·凱爾塞也混淆了兩者，指出他錯誤地把真主啟示的沙里亞與人類的理智推論混為一談。埃及學者艾哈邁德·卡邁勒·阿布·馬吉德強調兩者的分別，指出沙里亞是「真主和先知制定的條文，管制人們的行為，出處是《古蘭經》和聖行」，而「斐格海是以沙里亞為基礎而開展的一系列學問，以探索條文的深意，加以解釋，並在沒有明文說明的情況下運用類比，以惠及人們的福祉」。他又指出，無法區分兩者會造成曲解，這些曲解的想法會危及社群。
學者伯納德·韋斯解釋，沙里亞是立法的產物，體現真主的意志，而斐格海則牽涉法律的理解，是以人類的主觀意志為依歸。不過，他表示這樣的分野並不能說明沙里亞完全是宗教啟示的直接產物。他稱「儘管真主是伊斯蘭教法的出處，但實際的立法行為卻是人類所為，意味這是人類所理解的真主之法。這些法律並非在天國預定並降示給凡間，斐格海就是人類所理解的法律，它才是社會規範的法律」。

## 歷史
論證從一開始便存在於伊斯蘭教法，始自最早期的專家和法官採用的個人意見和個別的裁決。在穆斯林征服和擴張的過程裡，作為統治者的四大哈里發在駐軍的所在地庫法、巴士拉、福斯塔特設立卡迪（法官）一職，負責解決部族成員之間的爭議，例如在當時尚未成熟的伊斯蘭教宗教禮儀和結婚、離婚、遺產繼承等家庭問題及犯罪問題。在《古蘭經》對特定議題有清晰和詳細的解決方案時，這些卡迪會根據他們所理解的《古蘭經》訂下的規則予以解決，否則他們便會訴諸論證的手段自行裁決。
穆斯林對一些信仰習俗上的瑣碎事宜欠缺共識，使穆斯林社群分成各個派系。此外，卡迪的人數越來越多和變得更規範，儘管他們同樣是穆斯林，但他們來自伊斯蘭世界不同的地方，於是各自發展出不同的古典法派，當中的一些法派論述宗教禮典的細節，另一些法派則演變出適合當地情況的特殊處理手法。各地學者在當時難以互相交流，不同法派之間的分歧難以避免。當時易卜拉欣·納哈伊等學者認為伊斯蘭教法是有法律理由，其原則和論證皆由《古蘭經》和聖行推導而出，附屬法規可通過這樣的論證來形成。他們認為稱職的法學家可以看到這些法律背景的推論，從而領悟到其立法原意。他們又稱法典可以論述的文字是有限，但案例是無限，因此有必要確立和理解《古蘭經》、聖行衍生法律的根本思想，才能滿足立法所需。

### 古典學派

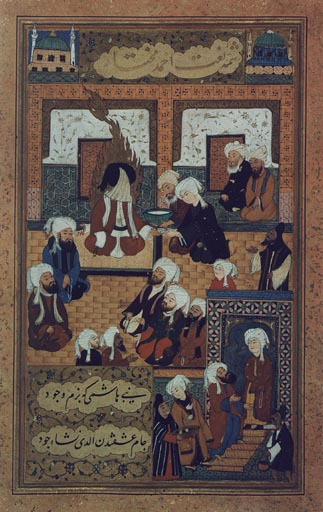
伊斯蘭教的古典法學派別認為先知穆罕默德的同伴轉述的聖行可以成為立法的依據。

學者約瑟夫·沙赫特把這些在伊斯蘭曆二世紀初期出現於麥地那、敘利亞、伊拉克的學派稱為「古典學派」。他稱這些學派沒有明確的體制、規範統一的主導思想和正統的學說。沙赫特又稱這些古典學派由起初僅僅是地理上的區別演變成後來各自支持不同學者的見解。與傳統派堅持聖行需要不間斷的傳述鏈並可追溯到先知穆罕默德不同，古典學派接受僅追溯到聖伴（追隨穆罕默德的同伴）的聖行，並可結合個人見解。
在這個時期，學者抽取《古蘭經》裡那些以宗教和倫理為主的經文，形成法理推論，並將之應用在《古蘭經》沒有詳細覆蓋的領域上，例如合約和侵權。各個古典學派的權威人物代表了該派「現存的傳統思想」。這些傳統思想除了反映當地的習俗，亦體現當地權威宗教學者公認的學說，學習這些學說的當地人承認他們是伊斯蘭教法的權威，採納他們的意見和決定。
易卜拉欣·納哈伊是庫法學派的代表人物，他的學說主要透過法學家阿布·優素福及穆罕默德·謝巴尼的聖訓著作得以了解。納哈伊表明聖伴所述的聖訓十分可靠，他的立論是聖伴對先知的教誨有較好的理解。納哈伊亦會運用推論來處理法律議題，對格雅斯（演繹推理）在伊斯蘭教法裡的大眾化應用起了積極作用。麥地那學派的代表人物有七位，分別是阿布·貝克爾·伊本·阿卜杜·拉赫曼、烏拜德·阿拉·伊本·阿卜杜·阿拉、烏爾娃·伊本·祖拜爾、卡西姆·伊本·穆罕默德·伊本·阿比·貝克爾、賽義德·伊本·穆賽伊卜、蘇萊曼·本·亞薩爾及宰德·伊本·薩比特，統稱為麥地那法學七子，他們的《古蘭經》和聖行詮釋被視為權威。伊本·阿巴斯則是麥加學派的創立者，他的學生阿塔·伊本·阿比·拉巴赫及伊本·朱萊傑等學者都屬於這個學派。麥加學派被視為是最重要的早期經注學派，據說如果伊本·阿巴斯不能在《古蘭經》和先知的言行找到問題的答案，他會參考哈里發阿布·伯克爾和歐麥爾的說法，如果都沒有，他會提供自己的見解。

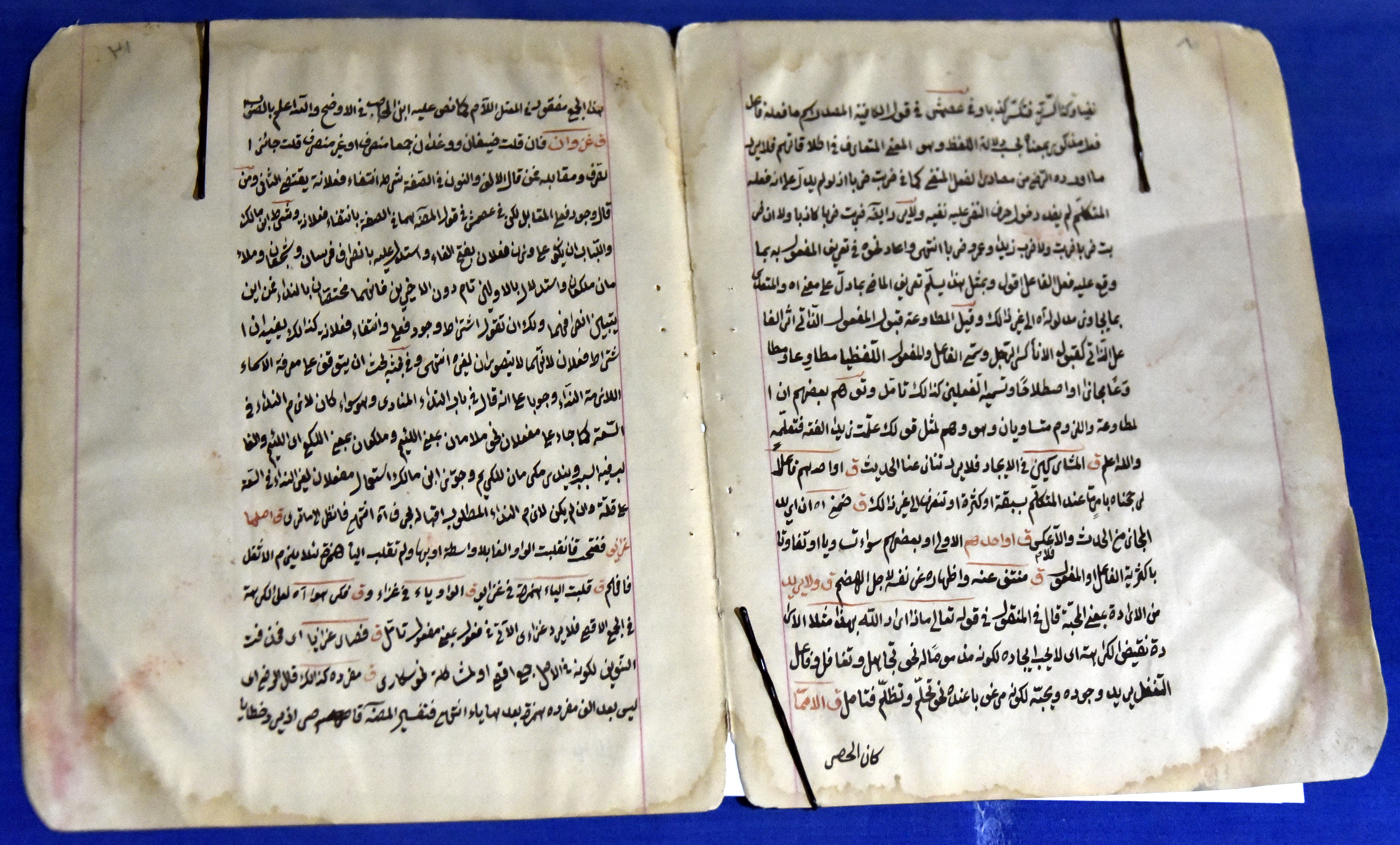
一部法學書籍的殘卷

### 法學著作
伊斯蘭教學者伊格納茲·戈德齊赫認為伊斯蘭教法學的發展在8世紀才真正開始，他指出這是因為法學典籍有系統的編纂在這個時候才能以可以保存下來的形式記載。根據後來的文獻，朱萊傑和賽義德·伊本·阿比·阿魯芭率先把他們的法律著作分章分節編寫成書。戈德齊赫認為它們並不只是聖訓書，而是最先「運用了聖行當中合適的素材，並根據種類把法律整理而寫成」的法學典籍。
隨著伊斯蘭教法在8世紀中葉成文，遜尼派的四大法學派別和什葉派的主要法學派別賈法里派推出了權威的法學著作。法學家推導出許多不同的裁決和意見，這樣的分歧代表了他們所屬的法學派別，而這些從伊斯蘭教法推導的各種不一見解在法學上都獲得採納。沙斐儀的著作《法源論綱》是伊斯蘭法學原理的開山之作，論述了《古蘭經》與先知言行之間的關係，書中摻雜了大量法律問題及解釋法律差異的法學。馬立克的《伊瑪目馬立克聖訓集》是流傳至今的完整法學著作當中最早的一部，他提出了伊制瑪爾的概念，即以共識來促成法律裁決。

### 九至十一世紀
到9世紀中葉，伊斯蘭教法學的架構已得到全面發展，應用的法規和方法體制得以立足，《古蘭經》和聖行獲確立為主要的法理根源。學者瓦埃勒·哈拉格認為，在伊本·蘇萊傑和他的學生的影響下，伊斯蘭教法學原理在「理性派和傳統派達致真正共融」後才成形。通過法學原理的推敲和討論，法理類推被普遍接納成為伊斯蘭教法學的重要根源。另一位學者克里斯托弗·梅爾徹特也論述伊斯蘭教法的法理在9世紀趨向成熟，法律上的辯證變得精細。
踏入10世紀，編撰法學著作的用語出現了驚人的變化，學者開始使用伊斯蘭法學原理專用的新詞，他們被專門稱之為伊斯蘭法學原理的作者。他們的著作所採用的標題表明這是一門獨立和重要的學問。諸如伊赫提拉弗（法律意見差異）、賈達爾（法理辯證）、塔里卡（聖訓注解）等術語的使用頻率越來越高。這個世紀的法學家仔細研究過往承傳下來的法律知識，又撰寫著作推動法學派別的理論發展。除了蘇萊傑，奧馬爾·伊本·侯賽因·希拉吉、烏拜爾·阿拉·伊本·哈桑·卡希和伊本·傑拉卜都是這時較有名的法學家，他們在特定的框架下推導法學理論。
隨著伊斯蘭學校的出現，伊斯蘭教法學在11世紀成為主要的學科。遜尼派法學的正統學說在此時才得以正式確立，學者威廉·蒙哥馬利·瓦特斷定幾個學派在1000年後才「廣泛接納伊斯蘭式的共識，即伊制瑪爾，此時才能說是『正統學說』」。在謝里夫·穆爾塔扎及謝赫·圖西的引領下，什葉派開始編制該派的聖訓及他們的法學出處，拒絕採納遜尼派的類比推論，但認可個人見解。

### 創制之門的關閉
法學家都各自追隨現有的法學派別，開始流行塔格利德（模仿以前的學者），而不是嘗試建立新的學派，獨立推論、引領新學派建立的伊智提哈德旁落。根據約瑟夫·沙赫特所說，10世紀開始有一種共識得以逐漸形成，這種共識認為「沒有人被認為有資格行使獨立判斷，因此法學家在未來應僅局限於說明、應用以往釐定的法律學說，最多也只應對它們作出詮釋」。這種「創制之門的關閉」相當於他們要「毫不猶豫地接納既定學派和權威的學說」。
可是，哈拉格及另一位學者喬治·馬克迪西都認為伊智提哈德在11世紀仍未被拋棄，因為學派在整理法律成形的時候，伊智提哈德被視為法源之一，格雅斯是「伊智提哈德的脊梁」，因此伊智提哈德是「遜尼派法學理論的脊梁」。哈拉格還認為伊智提哈德直至12世紀仍是「法學家恆常和實際執行的職能」，在那時之前「沒有『創制之門關閉』或類似的表述」。
神學家阿布·哈米德·加札利提供的觀點是否導致創制之門關閉仍然有爭議，但他對伊智提哈德的觀點被指反映了創制之門關閉。他反對不受限制地採用伊智提哈德，擔憂如果放任不管會危害伊斯蘭教的正統信仰。學者謝爾曼·傑克遜認為伊智提哈德從來沒有完全消失，只是塔格利德在12至13世紀變得更普遍。在12世紀後的多個世紀，除了伊茲丁·伊本·阿卜杜·薩拉姆、阿布·伊沙克·沙蒂比及納傑姆丁·圖菲，鮮有法學家在主要的法學領域上提出重要的見解。

### 停滯不前
隨著13世紀蒙古人的入侵和14世紀爆發的瘟疫，法學家變得稀缺，只要少數學者可以運用基本的法學原則來處理日常需要面對的法律問題。此時有更多的法學典籍相對地接納由沒有穆智台希德資格的學者代替過往的法學家發佈伊斯蘭教令，當時的法學家西拉傑丁·烏爾麥維解釋那是因為「其時欠缺獲共識承認的穆智台希德」。另一位法學家卡迪·巴達維亦稱當時仍存的穆智台希德不多，因此有必要跟從已去世的穆智台希德發佈的教令。

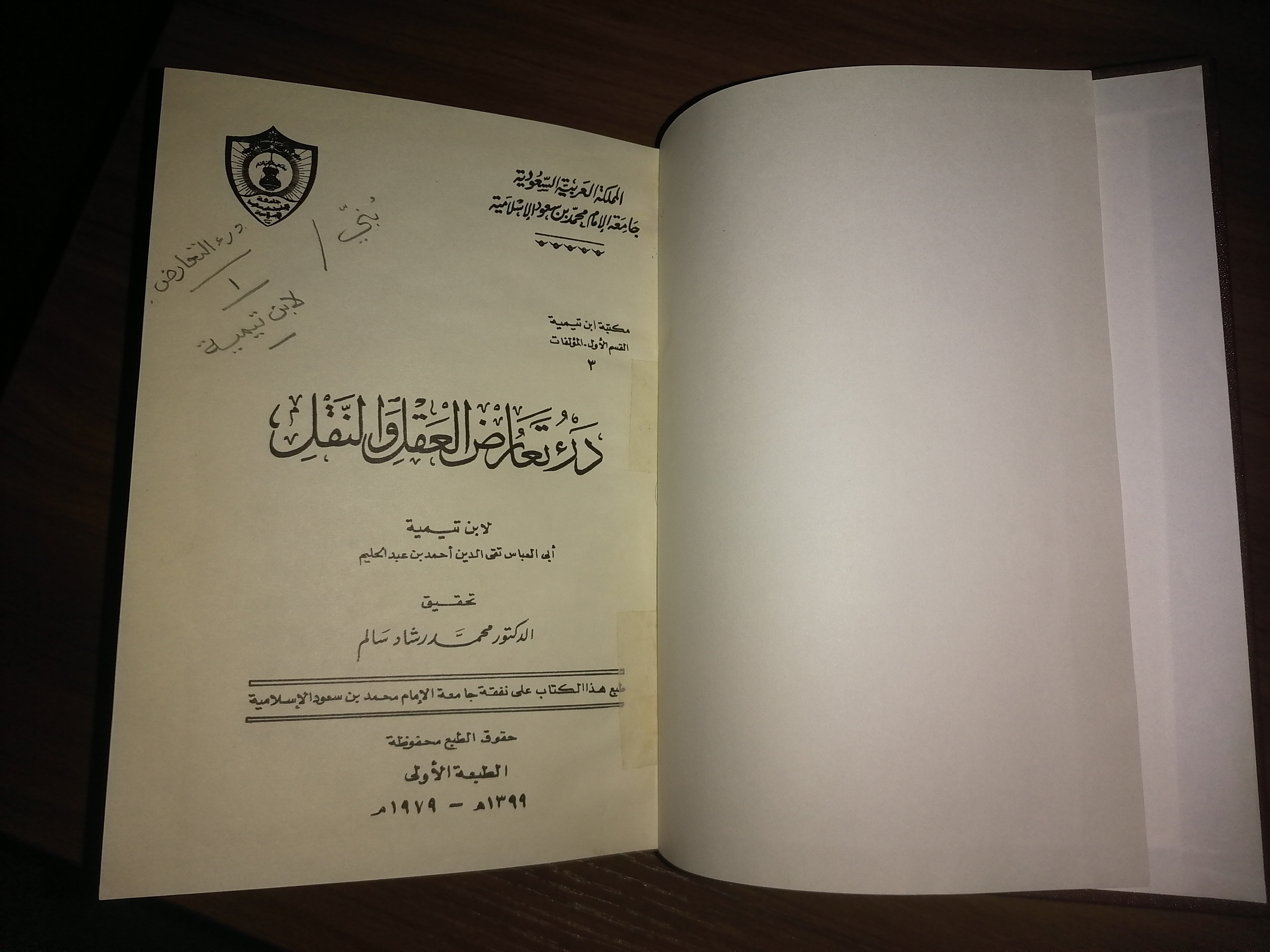
神學家伊本·泰米葉的著作。他留意到伊智提哈德在14世紀的式微。

神學家伊本·泰米葉在14世紀意識到這種趨勢帶來的危機，惟恐伊斯蘭教法不再適用，於是主張伊智提哈德必須繼續發揮作用。他認為伊智提哈德並非獨立於宗教，但不是盲目順從個別的法律先例。伊本·卡伊姆·嘉伍茲亞認為解讀伊斯蘭教法同時需要劃一和特定的標準，劃一標準通過對《古蘭經》和聖訓的文本分析及伊制瑪爾的認可而得出，適用於任何時空。特定標準則只應用於可以促進社會實現某些價值的案例裡，這種標準可以通過適當的推論而得出。
不過，推崇哈乃斐派的馬木留克在15世紀前進行改革，限制法官重新解讀其他學派的法律意見。為了應對多個學派並存形成多重法律系統的問題，卡西姆·伊本·古特盧布加提出了一些理論，構建限制法官運用自由裁決權的原理，使司法人員「只能按照他們奉行的學派擬定的法律意見」作出裁定。奧斯曼帝國借助名為卡農法的政府立例來補充法學，在國家的干預下，卡迪要接受指示根據特定學派裡最權威的法律意見來頒佈裁決。
此時的什葉派接納穆哈格奇·卡拉基（羅馬化：Al-Muhaqqiq al-Karaki）的學說，其他學者拓展了他的學說，成為烏蘇勒派。他們認為研習法學的學者享有宗教權威，推崇伊智提哈德。可是，17世紀始自穆罕默德·阿明·阿斯塔拉巴迪的阿赫巴爾派向烏蘇勒派發起了挑戰，他們認為真主之言是唯一的法源。

### 復興
法學研究在18世紀變得熱門，又稱法基赫的伊斯蘭教法學專家成為格外突出的伊斯蘭教學者。遜尼派伊斯蘭教開始有推動改革的聲音，試圖復興伊斯蘭思想和生活方式的多元化，滿足現代的需要。學者沙阿·瓦利烏拉·德拉維明確主張運用伊智提哈德，建議面臨法學問題的穆斯林可以隨意在四大法學派別裡尋找答案，是一種「跨學派的折衷主義」。近代學者約翰內斯·馬里納斯·西蒙·貝隆認為德拉維的論點是「每個年代都有無數獨特的問題」，以證明有需要採納獨立論證的手段來解決。
伊斯蘭教各界在19世紀末伊始開始革新伊斯蘭法學法則，使伊斯蘭教法可以迎合當代的環境。穆罕默德·阿布都、穆罕默德·拉希德·里達等學者提倡重新解讀伊斯蘭教法的法源。主張現代化的學者則試圖透過分析歷史上伊斯蘭教傳統的方法來吸取當中的法則，並使之可以應用在現代世界。伊智提哈德的應用方式出現了新的模式，可以集合擁有不同專門知識的學者意見，減輕對法學派別的盲從。
伊斯蘭教法學為了順應現代形勢，發展出三個新概念，分別是務實法學、伊斯蘭教本旨及麥詩賴海。這些概念都論述伊斯蘭法可以順應時勢發展和差異而作出改變。支持現代化的學者使用諸如民主、資本主義或社會主義等現代思想來解讀宗教經文，修改伊制瑪爾、格雅斯、納斯赫等法學理論。迪奧班迪等傳統主義教派則堅持奉行塔格里德，不承認法學家推論和解釋伊斯蘭教法。
20世紀的穆斯林移民難以在西方國家遵行伊斯蘭教法，這種新的特殊情況激發學者提倡開拓「少數族裔法學」，以根據他們在新家園的特徵和地位而構建指導原則。關於穆斯林少數族裔在非穆斯林國家面對的困難，優素福·卡熱達維及塔哈·賈比爾·阿勒瓦尼是首批直接加以論述的其中一些學者，兩人都不約而同地提出了學說，讓穆斯林少數族裔就如何遵行伊斯蘭教法方面有法可依。

## 法學原理
伊斯蘭教法學原理闡述了法學規條從法源推導出來時所示的定律和所用的方法。這些定律主要可在伊斯蘭教法的主要法源《古蘭經》和聖行裡找到，法學規條是依照這些法學原理從《古蘭經》和聖行衍生出來的，因此法學是法學原理的產物。法學家伊本·哈吉卜將伊斯蘭教法學原理定義為「穆智提哈德根據具體證據引伸法律裁決的原理」。這些法理主要涉及詮釋和推論的原則及諸如格雅斯、伊斯提哈桑、伊斯提斯哈布等論證手法。
學者羅伯特·格利夫認為伊斯蘭教法學原理可供法學家採用作為詮釋的方法，又可解釋前人作出的法律裁決背後的因由。另一位學者瓦埃勒·哈拉格指出伊斯蘭教法學原理牽涉人類對真主之法的理解，它在受限於神授法源之餘，仍給人類留有充足的解讀空間。

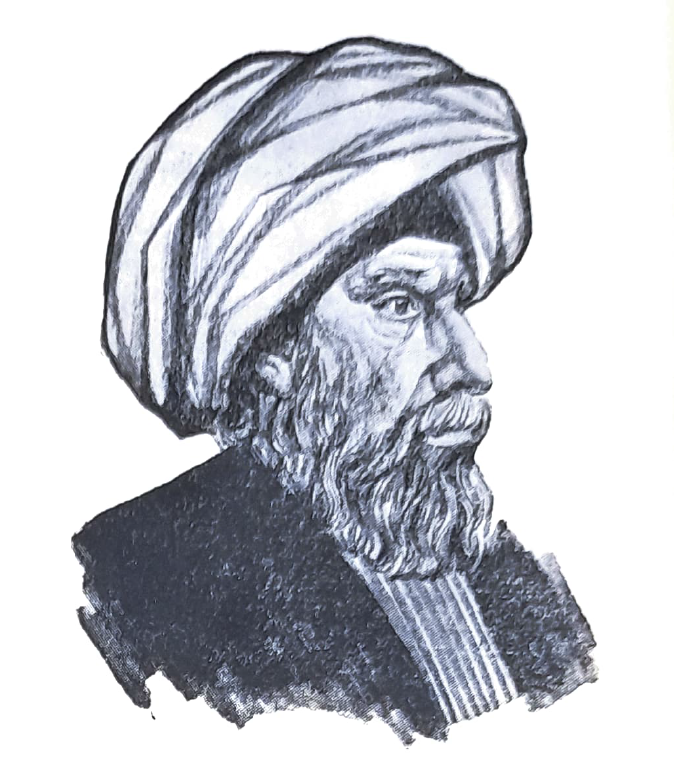
沙斐儀提出伊斯蘭教法的四個法源是《古蘭經》、聖行、伊制瑪儀及格雅斯。

### 法源
構建伊斯蘭教法學古典學說的沙斐儀在確立法學原理時採用的方法被稱為「神學法」，傾向於探討複雜的哲學問題，並根據法源及其實證以推論的方法來建立法則。他稱法源有四個，依重要性順序排列分別是《古蘭經》、聖行、伊制瑪儀及格雅斯，它們都獲遜尼派穆斯林接納。事實上，沙斐儀認為重要的法源只有《古蘭經》和聖行，因為《古蘭經》裡多次提到穆斯林應遵從真主和先知。他又把傳統習慣和國家立法拒諸在外，不承認它們是法源。不過，他承認人類的立法及論證不可或缺，因此亦把伊制瑪儀和格雅斯列作法源，但必要以真主的核心法度為依歸。
穆斯林社群認為《古蘭經》和聖行在穆罕默德時代已是立法的根基，所有法律裁決和與個人行為有關的規例皆源自《古蘭經》和聖行。聖行可以詮解《古蘭經》經文，限定和收窄《古蘭經》所述的絕對意義。以竊賊的刑罰為例，《古蘭經》提到要砍掉他們的手，但聖行把這個刑罰限為僅適用於所偷財物達到一定價值的竊賊。
伊制瑪儀可在《古蘭經》的經文裡找到根據：「你們當服從真主，應當服從使者和你們中的主事人，如果你們為一件事而爭執，你們使那件事歸真主和使者。」其中先知的同伴所作出的共識受到廣泛接納。伊制瑪儀的生效需滿足一些條件，不應抵觸《古蘭經》和聖行。只有在無法由伊制瑪儀提供先例的情況下才可以應用被稱為格雅斯的類比論證法。
什葉派拒絕採納格雅斯為法源，更看重被稱為阿格勒的演繹法，亦只接受什葉派學者的共識。此外，除了穆罕默德的聖行，什葉派亦重視伊瑪目的聖行。什葉派神學家賽義德·阿卜杜拉·貝赫巴哈尼表示禁止格雅斯的原因是它僅僅基於推想來得出判斷，可能會帶來危害。

### 法律裁決
在穆罕默德逝世後，宗教學者和法學家覺得當時社會上對某種行為是否獲得接納過於非黑即白，不夠靈活應對日常生活所需，於是他們另行把裁定劃分為五類，分別是瓦吉卜（義務，又稱法爾德）、曼杜卜（建議）、穆巴哈（允許）、麥克盧哈（反對）及哈拉姆（禁止）。研究伊斯蘭教的現代學者稱這樣的劃分對包括平民在內的所有持分者來說都是別出心裁，所有行為都被分為不同的程度，不再是二元的好壞，特別是建議、允許、反對這三個處於中間的分級體現了「鬆緊有度」的準則。學者會根據一些原則去推論某種行為屬於哪個分類。
首要原則是真主所創之事物是為了讓人類運用，因此這些事物都獲得允許。除非有《古蘭經》或聖訓的明文指明禁止，否則就不算是哈拉姆。其次，法學家往往會採用「以我的看法來看，這是更正確的」之類的語句來表達他們的意見，表明他們並非創造具約束力的法律，而是發表試圖令人信服的權威觀點。一些令行禁止的事例可以在宗教經文裡找到明確的答案，例如崇拜真主的必要、禁止通奸和近親婚姻等，不需要進一步的解構。另一些裁定則需要通過司法推論來形成，可能是基於對特定經文的解讀或法律論證而得出，這類裁定不得抵觸經文。

### 法律詮釋

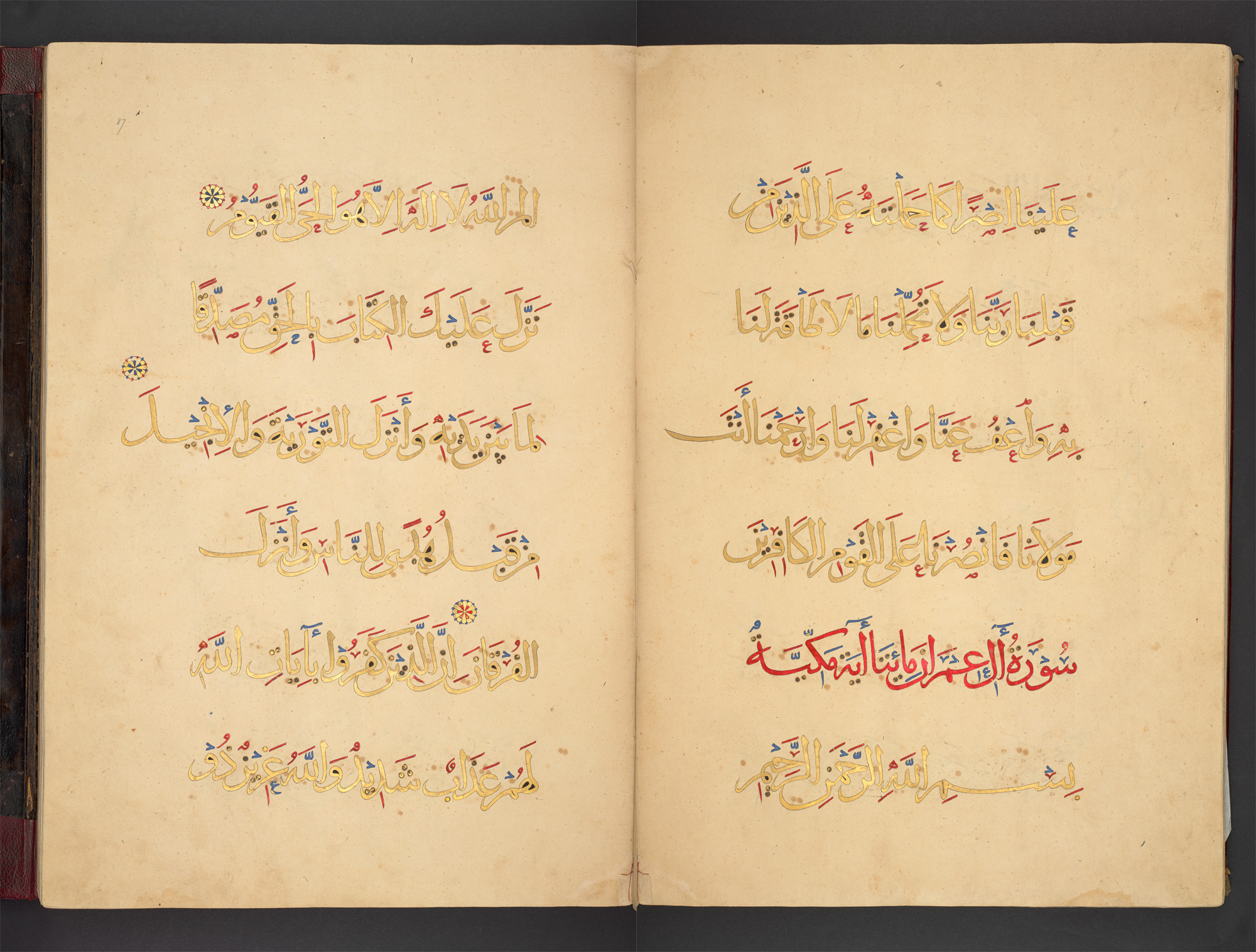
《古蘭經》的第三章儀姆蘭的家屬章，其中第七節經文提到「他降示你這部經典，其中有許多明確的節文，是全經的基本；還有別的許多隱微的節文。」

伊斯蘭教的法律詮釋把法源的文本與實際的法規連繫起來，包括詮釋立法者的語言，以制定法規解決實際問題。在詮釋法源的時候，法學家會考慮怎樣完整、連貫地理解文本，分析哪些經文指令穆斯林必須要做、哪些經文禁止穆斯林去做以及哪些經文是表明伊斯蘭教在某方面的立場和觀點。當經文內容有衝突之處時，法律詮釋會協助解釋哪個部分的經文是無效。
法律文本所用的文字分為明確、含糊兩種，其中又分別再作細分，例如明確用字包括可以立即看懂但並非表達文本原意的文字、表達文本原意的文字等。含糊的文字需要進一步解讀以理清文意，包括一些有明確意思但在某些語境下變得模糊的文字、本身含義不清的文字、有歧義的文字等。詮釋者通過詮釋排除當中的含糊，點出文本最有可能表達的文意。
法學家阿布·扎伊德·代布西認為《古蘭經》裡只有少數經文被歸類為「明確」和「含糊」，大部分經文都不屬於這兩個類別。他指出《古蘭經》裡的大部分經文都「需要注解或詮釋」，因應這些經文的清晰程度，需要詮釋的程度都各有不同。解讀《古蘭經》經文有多種方法，最可靠的方式是用《古蘭經》經文去解釋另一些經文，其次是以聖行來解釋，亦即先知穆罕默德的解釋，其他方式包括利用聖伴、先知同伴追隨者的言論及伊智提哈德。
沙斐儀又探討了《古蘭經》是否可以廢除聖行，或相反聖行是否可以廢除《古蘭經》經文的問題，並提出兩者都不能廢除對方的說法。他指出如果《古蘭經》可以廢除聖行，那麼許多基於聖行建立的法規也要遭到拋棄。早期的法學權威會採用這種被稱為納斯赫的廢經原則來解釋和移除特定經文引起的誤解。穆罕默德·阿布都、賽義德·艾哈默德·汗等一些現代學者對廢經原則的態度較保守，甚至拒絕採納這個理論，而是嘗試調和矛盾的經文。

### 伊智提哈德
法學家賽義夫丁·阿米迪及穆罕默德·舒卡尼把伊智提哈德定義為法學家致力於根據法源的詳細證據盡可能推斷出伊斯蘭教法的規律。這是一種嚴謹的司法推論，用於《古蘭經》和聖行都找不到答案或此前的法律學者沒有就某個議題發表見解，以確定某事是否符合伊斯蘭教法。早期的學說把運用伊智提哈德的權力局限在那些具備必要教育背景及了解這種複雜法律問題的穆智台希德身上，但19世紀的賈邁勒丁·阿富汗尼、阿布都等人提出新概念，指伊智提哈德是對真理的獨立研判，不局限於穆智台希德。
穆智台希德推論得出的說法只是法學家的見解，表達法學家所認為的真主之法。法律並非完全是不言而喻，因此才需要解釋，法學家在解釋法律時提供的看法當然便是一種意見。在法律不明確的時候，法學家須運用他的解讀能力盡量提供合理可靠的見解，把法律變得明確。現代前的法學家把穆智台希德的見解稱為「主體意見」，雖然他們的解釋不一定是正確，因為只有真主才知道答案，但這些意見已足以解決爭議和法律問題。
伊智提哈德有幾種形式，伊制瑪爾透過共識推論，格雅斯則是一種有限度的伊智提哈德，通過類比方式來推論。其他形式包括伊斯提斯哈布、伊斯提哈桑、伊斯提斯拉赫等。

#### 伊制瑪爾
伊制瑪爾是某個時代所有或大部分法學家通過推論而形成的共識。早期學派的伊制瑪爾與伊智提哈德結合在一起，是一種高效的辯證手法，有效使法律可適應環境的變化。當穆智台希德就一項在《古蘭經》和聖行都沒有明確依據的事務運用伊智提哈德推論時，他的見解會受到其他法學家的評論，他們並會就此進行討論，不同的觀點因此而逐漸出現。久而久之，某種見解會得到更廣泛的接納，形成某程度上的共識。這是一種持續的民主流程，舊有共識會受到新思想的衝擊，通過伊智提哈德或格雅斯，不同的意見相互競爭並逐漸形成新的共識。

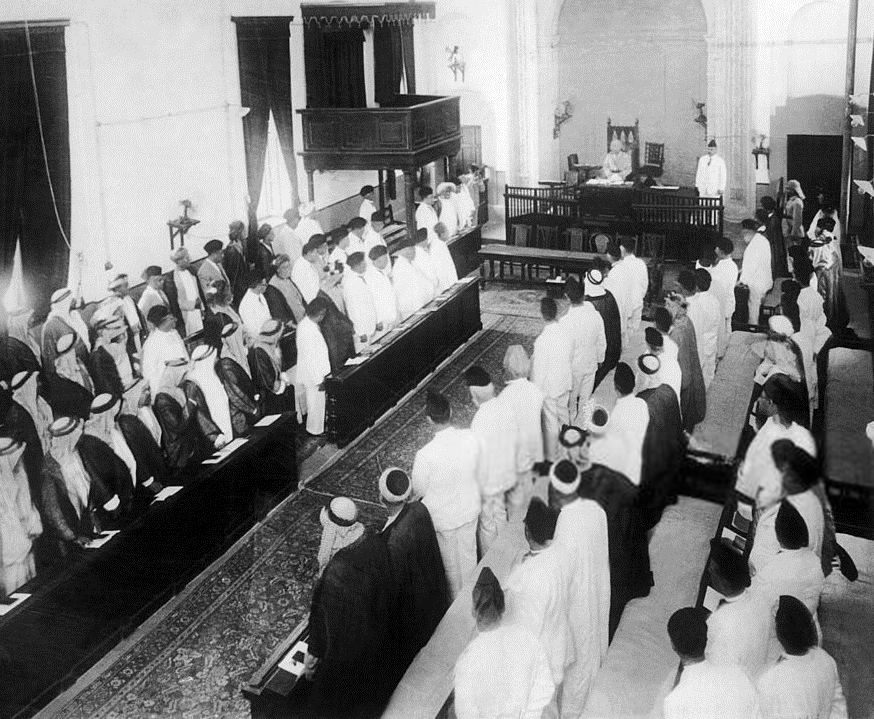
在伊拉克議會的費薩爾一世。有穆斯林學者認為議會是現代實現伊制瑪爾的方式。

現代穆斯林哲學家穆罕默德·伊克巴勒認為集體行使伊智提哈德的伊制瑪爾應該是「穩定的立法機制」，把個別學者行使伊智提哈德的權力移交給穆斯林立法機關是伊制瑪爾在現代唯一可以實現的形式。學者法茲勒·拉赫曼·馬利克認為沙斐儀改變和破壞了伊制瑪爾與伊智提哈德的天然關係，並指他把共識描述為沒有異議的餘地。另一位現代學者馬哈茂德·沙爾圖特認為伊制瑪爾牽涉伊智提哈德，容許不同意見的湧現是形成共識的先決條件。

#### 格雅斯
儘管沙斐儀認為格雅斯與伊智提哈德是一樣，只是有不同的名稱，但根據他後世的弟子馬瓦爾迪所述，實際上沙斐儀只說過「伊智提哈德的含義與格雅斯的含義相同」，表達的意思其實是當在《古蘭經》和聖行裡都找不到答案時，就要運用格雅斯和伊智提哈德，馬瓦爾迪認為伊智提哈德是格雅斯的序論。神學家加札利認為伊智提哈德的含義比格雅斯廣泛，伊智提哈德的推論方法不是只有格雅斯。
格雅斯常被翻譯成類比推論，但除了「比較新例與舊有案例試圖找出共通點」，它亦是一種根據真主之言制訂法規的手段。舉例說《古蘭經》提到穆斯林不應喝酒，但沒有提到廣義上的酒精飲料是否一併禁止。穆斯林法學家嘗試採用格雅斯去找出答案時會推論「真主為甚麼禁酒」，他們的推論是喝酒會使人醉酒，因此所有致人醉酒的物質亦應一併禁止享用。

#### 伊斯提哈桑
伊斯提哈桑也是一種並非基於經文來源的伊斯蘭教法學原理，指稱某個法學意見比另一個法學意見更佳。當法學家為了體現《古蘭經》和聖行裡所述的公義、平等、平權概念而選擇忽略具體引證時便會引用這個原則。這項原則主要應用於兩類情況：一是當運用嚴謹的推論導出的法則會造成有益或無害的傳統做法遭到廢除；二是當應用嚴謹的推論會造成不必要的嚴重後果。伊斯提哈桑有助於縮小法律與社會現實的差異，但法官可能過於依賴它去解決問題，而沒有盡力查察《古蘭經》和聖行的說法，因此不獲沙斐儀及什葉派的法學學派接納。

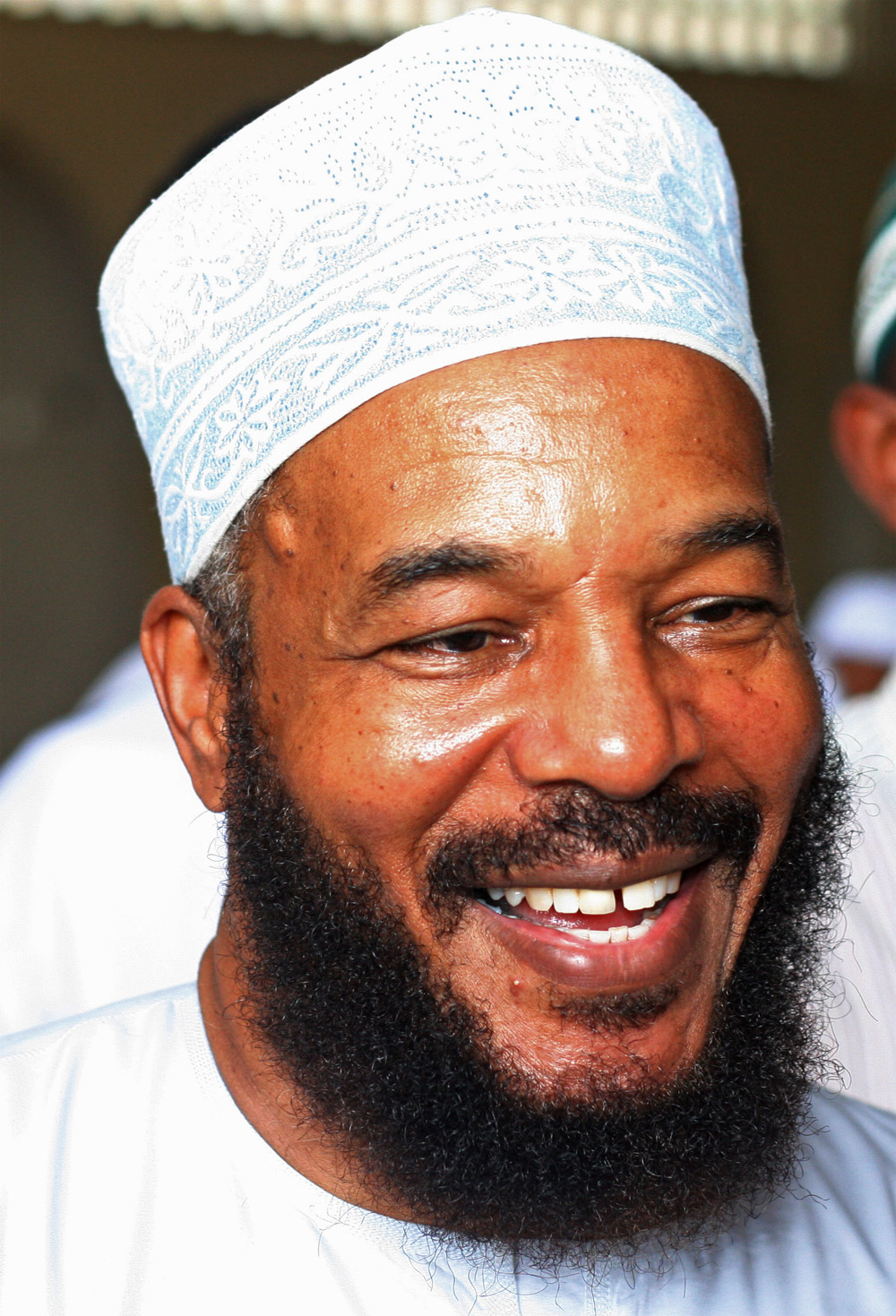
學者比拉勒·菲利普斯。比起格雅斯，他提到馬立克更常用伊斯提斯拉赫推論法律。

#### 伊斯提斯拉赫
伊斯提斯拉赫有「尋求整體利益」的意思，是法學家馬立克·伊本·艾奈斯提出的法學原則，務求把公眾和個人利益作為立法的考量因素。伊斯提斯拉赫與伊斯提哈桑同樣都是在沒有經文指示下通過推理而認可法律主張的做法，但伊斯提斯拉赫是在完全沒有直接經文基礎或由經文衍生的法規之下應用。到11世紀之前，另一個同樣是指「公眾利益」的詞語麥詩賴海變得更常用，加扎利認為伊斯蘭教的宗教及世俗法律都是旨在保護公眾利益（麥詩賴海）。

#### 薩德艾德茲哈賴
薩德艾德茲哈賴在字面上解作「阻止方法」，這個法學原則是為了阻止實施導致不合法後果的合法手段。據穆斯林法學家所述，這是馬立克派及罕百里派的獨特法學原則，但不獲哈乃斐派及沙斐儀派接納。法學家伊本·泰米葉認為這項原則主要用來作廢有害的法律假定。沙蒂比提到立法者應用這項原則時根據行為帶來的好處或害處來合法化或禁止這些行為。

#### 伊斯提斯哈布
伊斯提斯哈布是指在沒有其他跡象及任何證據顯示有變之下，在過往已被驗證或沒有被驗證的法規和論證保持不變，例如一對已婚夫婦在沒有離婚的證據下，他們依然處於已婚的狀態。這項法學原則來自沙斐儀派，保障了法律的延展性和穩定性，因此在伊斯蘭教法裡，事實不能被疑點否定，未經證實的說法不應影響無罪假定，人民應繼續享有已有的權利。

#### 歐爾夫
歐爾夫是指在伊斯蘭教法法源和法則的框架下承認盛行的傳統做法。學者諾埃爾·庫爾森指出伊斯蘭教承認傳統是一種「有補充價值的法律原則」。儘管結婚時新郎向新娘一方索取財物、剝奪女兒的繼承權、利用抵押財產獲利等做法有違伊斯蘭教法的具體指令和精神而遭到禁止，但哈乃斐派學者阿布·優素福及布爾漢丁·馬爾吉納尼認為即使與經文實證有抵觸，傳統做法依然合法。

## 法學家
法律諮詢在《古蘭經》裡已有跡可尋，真主透過《古蘭經》降示了一些習俗和原則給先知穆罕默德，但一些穆斯林希望可以加以闡明。《古蘭經》裡的另一些經文回應了這些疑問。通過這樣的表態，真主扮演了法官的角色，而穆罕默德則作為中介人把它的旨意傳達給穆斯林社群。不過，當穆罕默德逝世及真主不再降示經文後，中介人的角色由穆罕默德的追隨者及法學家取代，有一些穆斯林學者認為他們繼承了先知立法的功能。由於真主沒有新的啟示，法律學者只能參照先知留下的《古蘭經》、曾經說過的話、做過的事及傳統做法，新案例卻無法可依。據報早在四大哈里發時期，哈里發任命的統治者和法官會提供法律建議。
在阿拉伯語裡，法基赫解作法學家，亦即是伊斯蘭教法學的詮釋者，具有法官、法律家及穆夫提（釋法者）的職能。隨著伊斯蘭教法學成為術語，法基赫而隨之成為術語，專指伊斯蘭教法的專家。

### 卡迪
卡迪（法官）源自伊斯蘭教出現之前解決紛爭的仲裁人，穆罕默德在麥地那亦擔任過這個角色。隨著伊斯蘭帝國的擴張，倭馬亞王朝的統治者革新政治，創建新的官職掌管司法，當中包括了任命法官的制度。卡迪原本是地方上的統治者由精通法學的學者當中挑選，後來則由哈里發直接挑選，哈里發通過卡迪來行使司法權。阿拔斯王朝的第五代哈里發哈倫·拉希德創建首席卡迪一職，負責任命地方法官。

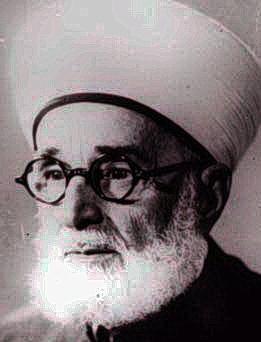
20世紀的伊斯蘭學者及敘利亞法官阿卜杜·拉蒂夫·伊本·阿卜杜·卡迪爾·卡津達

早期的卡迪會根據他們所理解的《古蘭經》、聖行並輔以個人判斷作出裁決。在作出裁決的時候，他們依據常理結合不同的先例和方案去考慮，這種合理化法律決定的程序有助於初期法學理論的形成，為日後法學學派的成熟理論奠下了基礎。在理論上，卡迪只遵照真主的法律行事，不受政府影響。不過，莫卧兒帝國及奧斯曼帝國的司法系統都沒有獨立性，司法職能由卡迪、法學家、行政官員及皇帝共同執掌。
如果所需的法學原則在過往沒有得到確立，卡迪在裁定訴訟時應用伊智提哈德可以立下先例，以便在具體案例裡提供公正、神聖的裁決。奧斯曼帝國時期的法學家海爾丁·拉姆利稱「卡迪自主從法源萃取的法規是有效」，在有分歧和爭議的情況下，任何卡迪可以根據自身的判斷作出決定。學者米麗亞姆·赫克斯特（Miriam Hoexter）稱卡迪在法律的最前線任職，她設想他們在裁定時對事實和法規應用的修訂都會被錄入法律典籍，哈拉格認為這對法學原理的發展和演變有舉足輕重的影響。

### 穆夫提
穆夫提是指就伊斯蘭教法提供意見的法學家。與卡迪不同，卡迪的判決具法律約束力，但穆夫提的意見並沒有。他們發表的意見通常會書寫在伊斯蘭教令上，約瑟夫·沙赫特描述穆斯林的「日常生活中不斷出現嶄新的事情，穆夫提的工作就是應用法律學問的常規手法去通曉和融和這些新事物」，又指「穆夫提對伊斯蘭教法理論的發展作出了很大的貢獻」。
穆夫提獲得穆斯林社群的共識，被認為具備豐富的法學知識和道德水平，人們會向他們提出具體的法律問題，徵求他們的法學意見和他們對伊斯蘭教法的詮釋。穆夫提會加以回應，給出法學意見。一些著名穆夫提所寫的伊斯蘭教令被輯錄成書，如塔基丁·蘇卜基、埃布蘇德·埃芬迪等。這些書籍提供了大量的案例，用作參考比對，哈拉格稱「這些伊斯蘭教令叢書十分重要，法學學派理論因而得以改變和發展」。
法學家志費尼把穆夫提分為三個級別，其中級別最高的是穆智台希德。穆智台希德有能力在沒有任何根據的情況下獨立採用法理推論建立法律理論。志費尼為穆智台希德的數量設限，以減少他們各自通過推論而得出的法律分歧，但由於穆智台希德可以在許可的法學手段之下自由發掘法學原則，兩位穆智台希德仍有可能在同一法律問題上得出完全相反的結論。
有兩種說法試圖去解答是否每位穆智台希德的意見都是正確。其中一種認為在穆智台希德的眾多意見當中，只有一種是正確，其他是錯誤，但法學家不必要提供正確的見解，提供了錯誤見解的法學家也不必負上責任。另一種說法認為所有法學家都是正確，真主不指望人類可以發現具體的正確答案，因為如果存在正確答案，那麼真主便會把它載在經文上。

### 阿亞圖拉
在什葉派裡，阿亞圖拉解作「真主之象」，是指有能力採用伊智提哈德進行獨立判斷的穆智台希德，其中一些影響力深遠的穆智台希德或會獲得馬爾賈（仿效泉源）的頭銜。馬爾賈可以發表法學論著，他們推論的法規可以得到全球所有什葉派穆斯林的遵從。與遜尼派不同，遜尼派的伊斯蘭教令沒有約束力，是供穆斯林參考的意見，但什葉派的伊斯蘭教令一般都有約束力，要求穆斯林遵守。
什葉派的資深教士需要證明他們在法學領域上有深入的認識才有可能成為馬爾賈。馬爾賈的伊斯蘭教令包括實用規章和著作，解釋穆斯林在日常生活當中面臨的問題。米爾扎耶·庫米所寫《明規》（al-Qawānīn al-muḥkama）是研究伊斯蘭教法學原理的重要著作，學者賽義德·穆罕默德·巴基爾·赫萬薩里（羅馬化：Sayyid Muhammad Baqir Khwansari）稱「此作可取代所有法學原理的著作」。另一位馬爾賈穆爾塔達·安薩里重新定義了法律術語，使法學家可以推出新法，什葉派學者有超過80部評注評論他的著作《法學原理定律》（Fara'id al-Usul）。

## 分類
伊斯蘭教法學的分支類似法律的實際應用，探討法學原理的應用，從而得出法律決定。伊斯蘭教法學涉及的分類和範疇包括宗教禮教、家事、信託及遺產、商貿合同、財產、侵權、刑事、證據、行政、稅務、憲政、國際關係、戰爭及倫理。伊斯蘭教裡有「福魯阿」一詞闡述法理與實體法之間的關係，加扎利形容法律是一顆大樹，法理是根莖，而實體法就是果實。穆斯林法學家對法學的分類沒有共識，沙斐儀把它們分為四類，分別是宗教禮儀、商貿、婚姻及刑事。
涉及宗教習俗的法學論述穆斯林如何實踐他們的宗教義務，他們的義務即是五功，分別是證信、禮拜、天課、齋戒、朝覲。在探討這類法學時，法律推論更傾向於古蘭經字面主義，不接納創新做法。背後的理論是當涉及人們崇拜真主時，人文理性、實質利害及自主裁決便要讓路。穆斯林學者賽義德·薩比克稱，與崇拜有關的實際法律只能是真主降示給先知的啟示，即是源自《古蘭經》和聖行，先知只能傳達和說明祂的訊息。

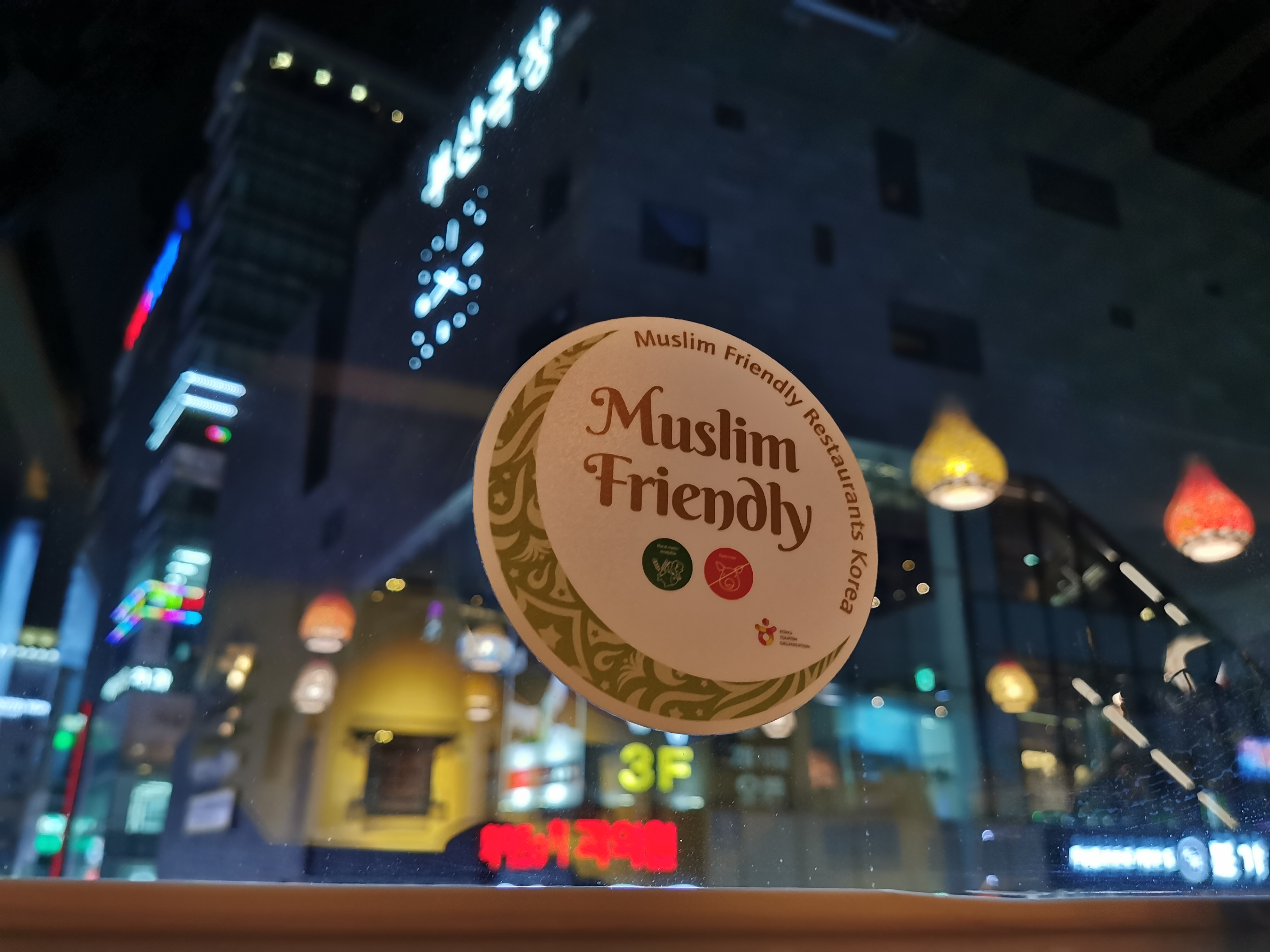
國際市場 (釜山)的一家餐廳貼上清真標籤，表明販賣的食品符合伊斯蘭教法。

與經濟商業活動有關的伊斯蘭教法學論及生產、自然資源的交易和耗用、收入與財富的分配及稅務財產等相關事宜，包括買賣、租賃、制造合約、成本加成融資、盈虧分攤等。它的主要原則是禁制利息剝削、財務上的風險、欠透明度及投機賭博。用作盈虧分攤融資的資產必須符合伊斯蘭教法，不能涉及酒水、賭博、賣淫、豬肉業務。
幾乎所有伊斯蘭教法學的典籍都可以找到婚姻的章節，論述婚姻及相關的事務，例如離婚、再婚、離婚與再婚之間的待婚期。古典伊斯蘭教法學認為婚姻是真主指令要履行的宗教義務，但以一男一女締結民事婚約的形式實現，夫妻各有既定的權利和義務。法定婚姻須具備四個要素，分別是提婚及應婚、婚姻監護、彩禮及見證人，欠缺其中一個要素可致婚姻失效。
在伊斯蘭教法學裡，刑事法律分為三類，分別是《古蘭經》擬定的罪行（侯杜德）、對人身的侵害（基沙斯）及由司法機關裁量懲治的危害公眾罪行（塔濟爾）。對於侯杜德和基沙斯，法學典籍有詳盡細緻的討論，確立了一些原則，例如未成年人和心智失常的人沒有法律責任、講求嚴格的證據及疑罪從無。可是法學典籍沒有詳細探討塔濟爾，因此法官及行政管理機關在執行這類法律上有更大的自由度。

## 法學學派

主流麥茲海布的分佈

在阿拔斯王朝統治時期，由於有識之士漸多，解讀法律成為了法學家的特權。他們在10世紀前逐漸掌控了經訓的解釋權。在法學成形之際，法學家創建了數以百計的學派，類似法律圈子裡的同業公會。這些學派被稱為麥茲海布，可以是一群來自同一個地方的法律學者組成，亦可以是追隨某位知名學者的法學家組成。
每個學派的發展都受到不同歷史背景和思想的影響，因此每個學派對某個法律問題的裁定可以各不相同，沒有唯一和必然的答案。儘管遜尼派的法學學派在初期多達數百個，但由於過於散亂及無法形成統一陣線抗衡倡導理性主義的穆爾太齊賴派，學派的數量在11世紀縮減至四個，這四個學派一直存續至現代。
遜尼派的法學學派哈乃斐派、馬立克派、沙斐儀派及罕百里派及什葉派的法學學派賈法里派都是以它們的祖師命名，他們分別是阿布·哈尼法、馬立克·伊本·艾奈斯、穆罕默德·本·伊德里斯·沙斐儀、艾哈邁德·伊本·罕百里及賈法爾·薩迪克。

### 哈乃斐派
哈乃斐派是由法學家艾布·哈尼法在8世紀中葉建立的學派，是遜尼派四大學派當中最早的學派。在所有現存的法學學派裡，哈乃斐派的追隨者最多。此派在16世紀初獲得奧斯曼帝國正式採納，目前盛行於阿富汗、伊拉克、約旦、土耳其、巴基斯坦、印度、孟加拉、塔吉克、吉爾吉斯、土庫曼及也門、埃及、伊朗的部分地區。
在遜尼派的四大學派中，哈乃斐派被視為是最自由和最靈活的一個學派。中國伊斯蘭教學者劉智在他的《天方三字經》裡稱哈乃斐派的學說被認為可以穿越時空界限，歷經萬代以後依然可信。此派強調以哈尼法推展的格雅斯構建法律決定，重視推理和邏輯使該派的穆斯林會詳盡研究法律來源，然後總結出法律原理，因此又被稱為「意見派」。西亞爾便是由哈尼法運用格雅斯發展出來的法理，統管穆斯林國家與非穆斯林國家之間的關係。

### 馬立克派
馬立克派由麥地那的馬利克·阿本·阿納斯創立，所以又被稱為麥地那派，是中世紀西班牙及當今北非、西亞及中亞許多地區盛行的學派。馬立克派強調利用聖訓解釋法理，阿納斯搜集了麥地那法官在過去的判例，輯錄成《伊瑪目馬立克聖訓集》。這部聖訓集整理了聖行和伊制瑪爾的步驟，被近代學者沙阿·瓦利烏拉·德赫拉維視為繼《古蘭經》後最權威的典籍。
在一些案例裡，基於馬立克派重視麥地那的傳統習俗，他們會把法律裁定的實際利弊放在更重要的位置上，而不是通過嚴謹的類比推論而得出的法律結論，這可體現在他們論述的伊斯提斯拉赫法理。這種納入公眾利益作為法理依據的做法使馬立克派的學說被認為最能適應社會實況，但因相對地不重視格雅斯而被認為較哈乃斐派保守。

### 沙斐儀派
沙斐儀派以到處尋求宗教學問的學者穆罕默德·本·伊德里斯·沙斐儀為名，在當今是遜尼派第二大的法學學派，信奉者多在東南亞。沙斐儀曾經師從馬利克和哈乃斐的學生，後來編寫了一些權威著作，包括探討伊斯蘭教法普遍話題的《書中之母》。根據學者阿卜杜勒阿齊茲·薩切迪納，沙斐儀派採納了馬立克派麥地那法學意見的中心思想，亦吸取哈乃斐派的理性推論作為該派的法理。
沙斐儀確立了伊斯蘭教法的四大根源，強調先知穆罕默德的言行和判例都是真主的旨意，因此伊斯蘭教法理應以《古蘭經》和聖行為本。他批評馬立克派濫用公眾利益的法理，同時亦批評哈乃斐經常拋棄一般的法則，被認為在理性派和傳統派之間奉行中庸之道。

### 罕百里派

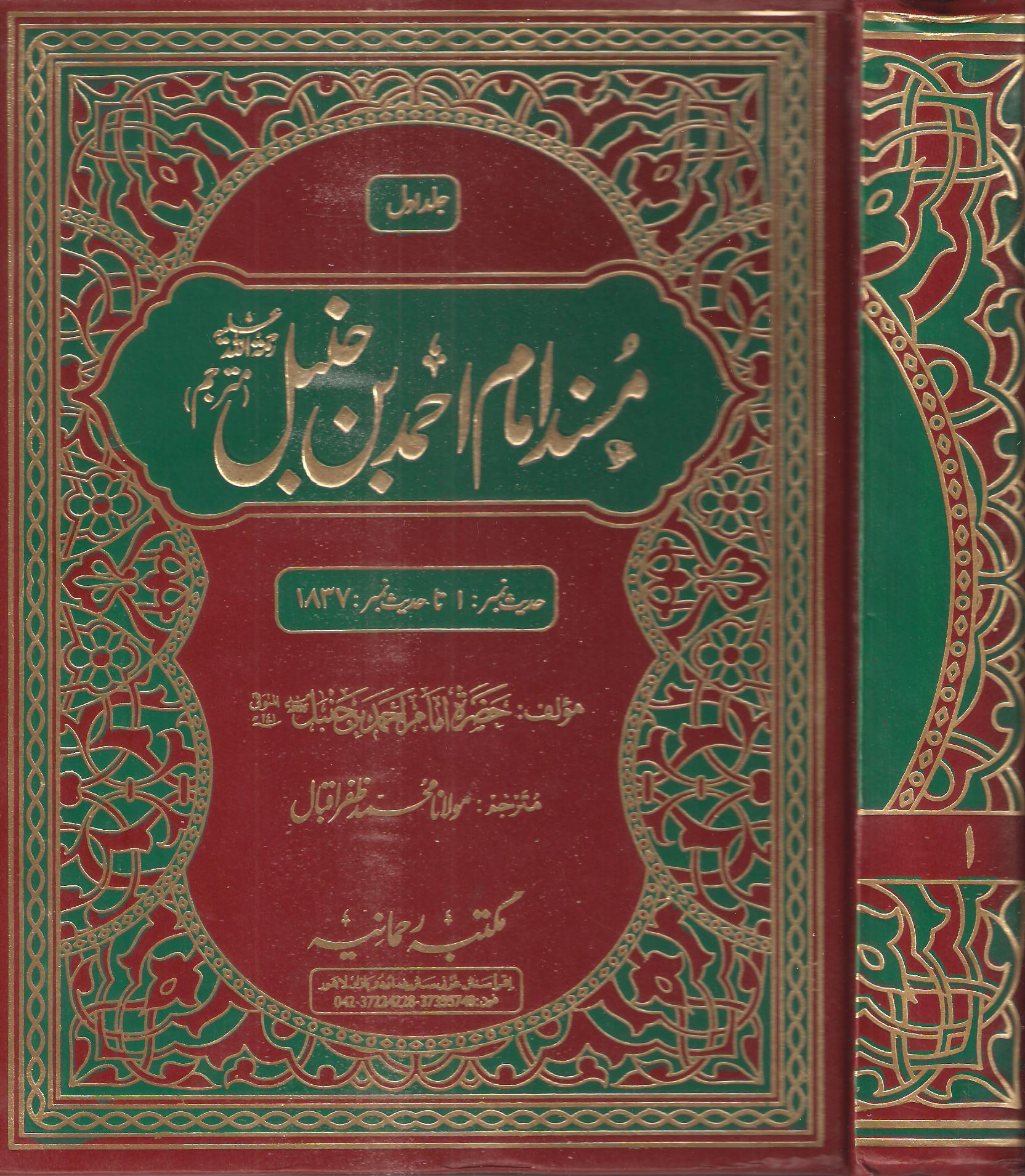
罕百里所著的《穆斯納德聖訓集》烏爾都語譯本封面

罕百里派由著名神學家艾哈邁德·伊本·罕百里所創，是沙特阿拉伯的主要伊斯蘭法學學派。他相信《古蘭經》和聖行是伊斯蘭教僅有的法源，拒絕採納真主的法制可以通過凡人的推理構建。一般來說，他的學派被視為是最保守和最傳統的法學學派。
根據罕百里派學者伊本·卡伊姆·嘉伍茲亞，除了基於《古蘭經》和聖行，罕百里派的法學原則亦會採納先知同伴的一致意見，只有在突發情況下才會採用格雅斯，因此他們寧願採信可靠性較低的聖訓。不過，伊本·泰米葉在他的著作裡指出一些罕百里派學者接納伊斯提斯拉赫，如納傑姆丁·圖菲稱「如果經訓與共識有違顧及公眾利益的原則，那麼應優先考慮公眾利益」。

### 賈法里派
賈法里派是唯一獲得遜尼派重要的學術中心艾資哈爾大學承認的什葉派法學學派，以第五代及第六代伊瑪目阿布·賈法爾·穆罕默德·巴基爾及賈法爾·薩迪克為名。現今的賈法里派是什葉派十二伊瑪目派、伊斯瑪儀派及阿拉維派奉行的法學學派，盛行於伊朗、阿塞拜疆、巴林及伊拉克。以優次排列，賈法里派應用的法學方法分別為《古蘭經》、聖行及伊智提哈德。
賈法里派認為可以論證得出的法律裁定相當於真主的啟示，構成這種論證與啟示的關係使什葉派的法學家可以在許多《古蘭經》和聖行都未能涵蓋的問題上引伸出裁決。對於格雅斯，什葉派學者阿布·法特赫·卡拉吉基（Abū al-Fath al-Karājikī）稱「我們的立場認為格雅斯及推論無助於引伸法律決定 」，因為格雅斯無法導出法律學問。中世紀什葉派學者謝里夫·穆爾塔扎及謝赫·圖西亦不接納採用類比推理，轉而採納被稱為阿格勒的自主看法而形成個人見解。

### 其他學派
歷史上有一些學派並沒有追隨者，亦有一些已消失的學派比現存的遜尼派四大法學學派更古老，但他們的觀點出現在遜尼派來源裡。他們的法理和學說被現存的學派取代，難以從現存的史料重建。學術界在研究這些已消失的學派時主要集中在三位法學家身上，他們分別是阿卜杜·拉曼·奧扎伊、達烏德·扎希里及塔巴里。
奧扎伊開創的奧扎伊派一度在倭馬亞王朝控制的西班牙盛行，直至10至11世紀。奧扎伊派不接受法律決定可以通過推論形成，只承認聖訓及先知同伴的示例作為法理依據。扎希里的扎希麗派名列在書志學家伊本·納迪姆的八個法學學派裡，扎希里被認為是比罕百里更極端的傳統主義者，拒納任何論證和格雅斯的法學方法。塔巴里的追隨者則以他為名創立賈里里派，賈里里派鼓勵理性解讀《古蘭經》，在引用聖訓時探討其轉述鏈及同類的聖訓，並提出自身的見解。

## 影響
伊斯蘭教法學解釋和發展了《古蘭經》和聖訓當中的法律原則，以解決社會生活中遇到的複雜問題。法學家整理出來的伊斯蘭法學原理成為法官判決的主要依據，並由各個法學學派傳承下去，推動了伊斯蘭教法的發展。無論是仿效前人做法的塔格利德還是論證創新的伊智提哈德，這兩個法學的發展方向都促進了伊斯蘭教的法律制度。塔格利德保存了穆斯林社群神聖的歷史傳統，伊智提哈德則可使伊斯蘭教法適應當今的改變和應對嶄新的問題。

### 伊斯蘭教法的發展
研究伊斯蘭教法的學者艾哈邁德·阿蒂夫·艾哈邁德（Ahmad Atif Ahmad）稱伊斯蘭教的法學原理與實際法律之間相互影響。他發現在那些闡述學派主張的伊斯蘭教法學典籍裡，作者都修改了法學原理的一般原則及實質的法律細則，以維持兩者之間的連貫，所以艾哈邁德認為法學原理與實際法律有「結構性的相互關係」，使「法律在理論和實用層面上都不斷變化」。

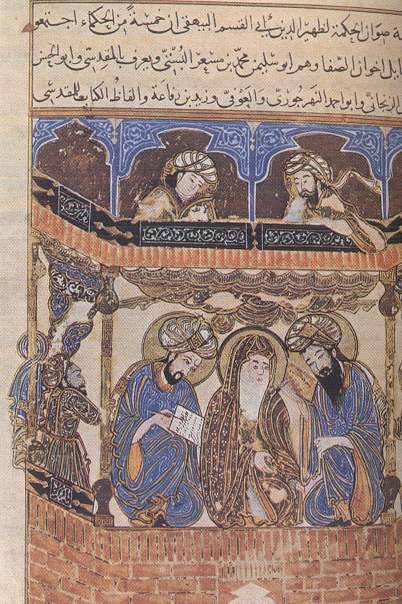
《精誠兄弟會典》裡的一頁展示法基赫及學生們。有學者認為伊斯蘭教法就是法學家制訂的法律。

雖然謝爾曼·傑克遜等學者認為伊斯蘭教法學原理不能導出或生成伊斯蘭教法，只有驗證法律的功用，而且沒有清晰的證據表明通過法學手法推論出來的法律就是真主之法，但這些法律可以受人接納而成為實際的法律。學者魯道夫·彼得斯稱伊斯蘭教法其實就是法學家的法律，法學家通過學術討論獨攬了伊斯蘭教法的立法權。哈拉格亦同意，並稱因為是「法學家的權威使伊斯蘭教法可以延續到千秋萬世」。
鑑於法學家的見解自具權威，他們所獲的地位並非執政者授予，因此學者艾拉·拉皮德斯認為伊斯蘭社會早就有政教分離的概念。伊斯蘭教法與政治實體之間的關係模糊，縱使法官是由國王及統治者任免，但法律主體卻任由他們闡述，他們壟斷了法律的話語權，因此他們的法學見解不受國家權力制約，使法學家可以自由推敲法律學說。

### 法律多元化
單一的法律問題可以得出不同的答案，儘管不同的法律學者採用相同的經文和審視相同的案例去作出仲裁，但他們推論的方式不一，因而達致不一的法律裁決。除了神學教派上的分歧，法學學派的差異亦導致伊斯蘭教法沒有劃一的體制，各地和各國的伊斯蘭教法並不相通，一些地區的伊斯蘭教還夾雜了當地的傳統慣例。學者阿西法·庫雷希-蘭德斯解釋稱伊斯蘭教法有多種法學解釋，穆斯林可以從中選擇，例如追隨哈乃斐派的夫婦向該派學者尋求離婚的法理依據，他們得到的答案與另一對尋求馬立克派學者意見的夫婦不同。他們亦可以選擇尋求另一位學見獲取不同的意見。
由於穆斯林法學家的解讀各有不同，而且他們知道自身並非絕對正確，沒有任何學派可以聲稱自己掌握了真理。根據學者巴貝爾·約翰森所述，人文推論法律沒有必然的答案，因此多元主義得以合理存在，容許不同的法學學派並立。雖然這些得到承認的學派所論述的法學學說不一，但卻得以「和平共存」。約翰森認為這是由於「真主在《古蘭經》上揭示的法律與人類自身推論所理解的法律有本體論上的差異」，認識這種差異的法學家不得不承認法律的不確定性。

## 註腳
1. ↑  Erie（2016年），第357页
2. ↑  吴云贵（2020年），第73-80页
3. ↑  姜佳慧（2020年），第211-212页
4. ↑  Pirzada（2022年），第59页
5. ↑  Emon，Glahn & Ellis（2012年），第59页
6. ↑  Dogan（2015年），第11-12页
7. ↑  Zakariyah（2015年），第38页
8. ↑  Saad（2020年），第153页
9. ↑  Jaques（2006年），第136页
10. ↑  Akgunduz（2010年），第21页
11. ↑  Nyazee（2019年），第52页
12. ↑  Chadwick（2012年），第770页
13. ↑  Turner（2013年），第26页
14. ↑  Saeed（2021年），第18页
15. ↑  Abdulla & Keshavjee（2018年），第xiv页
16. ↑  Bearman（2016年），第1页
17. ↑  Tibi（2013年），第51页
18. ↑  Baker（2009年），第113页
19. ↑  Peters & Bearman（2014年），第314页
20. ↑  Hallaq（2004年），第49页
21. ↑  Powers，Masud & Peters（2006年），第8页
22. ↑  Islam（2008年），第125页
23. ↑  Khadduri & Liebesny（1955年），第40-41页
24. ↑  Al-Alwani（2011年），第61页
25. ↑  Halim（2014年），第107页
26. ↑  Khadduri & Liebesny（1955年），第42页
27. ↑  Ansari（2016年），第301-336页
28. ↑  Latham，Young & Serjeant（2006年），第141页
29. ↑  Motzki（2002年），第76-77页
30. ↑  Ayoub（1984年），第27-28页
31. ↑  Motzki（2002年），第14-15页
32. ↑  Fadl，Ahmad & Hassan（2019年），第325页
33. ↑  Mallat（2007年），第9页
34. ↑  Neusner & Sonn（2002年），第55页
35. ↑  Jamieson（2008年），第125页
36. ↑  Hallaq（2004年），第133-134页
37. ↑  Weiss（2002年），第xxii页
38. ↑  Hallaq（1993年），第587-605页
39. ↑  Makdisi（2019年），第147页
40. ↑  Kızılkaya（2021年），第1页
41. ↑  Bowering，Mirza & Crone（2021年），第289页
42. ↑  Kuru（2019年），第95页
43. 1 2  Cosman & Jones（2009年），第143页
44. ↑  Esposito & DeLong-Bas（2001年），第128页
45. ↑  Jackson（1996年），第74页
46. ↑  Meijer（2009年），第129页
47. ↑  Armajani（2014年），第89-90页
48. ↑  Janin（2006年），第87页
49. ↑  Fadl，Ahmad & Hassan（2019年），第258页
50. ↑  Saeed（2006年），第53页
51. ↑  Jaques（2006年），第25页
52. ↑  Soufi（2023年），第177-178页
53. ↑  Sonn（2011年），第141页
54. ↑  Çakmak（2017年），第666页
55. ↑  Lombardi（2006年），第51-52页
56. ↑  Hawa（2021年），第165页
57. ↑  Fadl，Ahmad & Hassan（2019年），第161-162页
58. ↑  Bowering（2015年），第14页
59. ↑  Esmaeili，Marboe & Rehman（2017年），第70页
60. ↑  Esposito（2003年），第306页
61. ↑  Pirbhai（2008年），第36-63页
62. ↑  Layish（2016年），第1页
63. ↑  Kischel（2019年），第810页
64. ↑  Hosen（2018年），第296页
65. ↑  Bano（2018年），第35-36页
66. ↑  Abdullah等（2013年），第36页
67. ↑  Adamec（2009年），第81页
68. ↑  Hassan（2013年），第1-2页
69. ↑  Zahalka（2016年），第53页
70. ↑  Kamali（2005年），第12页
71. ↑  Saad（2020年），第126页
72. ↑  al-Beirawi（2007年），第7页
73. ↑  Kamali（1996年），第3页
74. ↑  Ahmad（2006年），第43页
75. ↑  Hallaq（1992年），第178页
76. ↑  Dogan（2015年），第15页
77. ↑  ʻAlwānī，Al-Shikh-Ali & DeLorenzo（2003年），第52-53页
78. ↑  Esposito（2011年），第159页
79. ↑  Menski（2006年），第316页
80. ↑  ʻAlwānī，Al-Shikh-Ali & DeLorenzo（2003年），第4-5页
81. ↑  Nyazee（2019年），第158页
82. ↑  Hakeem，Haberfeld & Verma（2012年），第43页
83. ↑  Ramadan（2006年），第18页
84. ↑  Jamal（2018年），第77页
85. ↑  Arabi，Powers & Spectorsky（2013年），第425页
86. ↑  Campo（2009年），第284页
87. ↑  Arnason，Salvatore & Stauth（2015年），第287-288页
88. ↑  Saad（2020年），第44页
89. ↑  Qaraḍāwī（1984年），第14页
90. ↑  Bussani & Mattei（2012年），第304页
91. ↑  Kamali（2021年），第20页
92. ↑  Ahmad（2006年），第107页
93. ↑  Gleave（2012年），第29页
94. ↑  Dogan（2015年），第264-270页
95. ↑  Hallaq（1997年），第47页
96. ↑  Ahmed（2012年），第35-36页
97. ↑  Sookhdeo（2006年），第59页
98. ↑  Weiss（2002年），第86页
99. ↑  Hasan（1965年），第185-188页
100. ↑  Al Beirawi（2016年），第17页
101. ↑  Sabet & Rohani（2019年），10. Reason in Islam: Taking Back Their Own
102. ↑  Baderin（2014年），第487页
103. ↑  Emon & Ahmed（2019年），第190页
104. ↑  Samadi（2021年），第52-59页
105. ↑  Ali（2011年），第109页
106. ↑  Esposito & DeLong-Bas（2001年），第148页
107. ↑  Iqbal & Lewis（2009年），第35页
108. ↑  Rahman（1962年），第19页
109. ↑  Zaman（2012年），第53页
110. ↑  Meijer（2009年），第162页
111. ↑  Kurzman & Browers（2004年），第42页
112. ↑  Hosen（2018年），第293-294页
113. ↑  Smarandache & Osman（2007年），第170页
114. ↑  Vikør（2005年），第55-56页
115. ↑  Fitzpatrick & Walker（2014年），第330页
116. ↑  Liebesny & Khadduri（2008年），第101页
117. ↑  Jackson（2006年），第29页
118. ↑  Pereira（2002年），第79页
119. ↑  Awass（2023年），第61-62页
120. ↑  Boroujerdi（2013年），第16-17页
121. ↑  Abd-Allah（2013年），第170页
122. ↑  Kamali（2005年），第270页
123. ↑  Rane（2010年），第80页
124. ↑  Esposito（1999年），第123-124页
125. ↑  Baderin（2014年），第xxix、xxxii页
126. ↑  Islamic Fiqh Academy（2009年），第32页
127. ↑  Bowering，Mirza & Crone（2013年），第123页
128. ↑  Powers（2022年），第85-86页
129. ↑  Walbridge（2010年），第48页
130. ↑  Adamec（2017年），第129页
131. ↑  Takim（2012年），第16页
132. ↑  Bowering，Mirza & Crone（2013年），第285页
133. ↑  Çakmak（2017年），第6页
134. ↑  Meri（2006年），第424页
135. ↑  Emon & Ahmed（2019年），第306页
136. ↑  Liebesny & Khadduri（2008年），第58页
137. ↑  Shahidullah（2012年），第385页
138. ↑  Hatina（2008年），第179-180页
139. ↑  Gerber（1999年），第85页
140. ↑  Peters & Bearman（2014年），第78页
141. ↑  Keshavjee（2013年），第65页
142. ↑  Calder（2010年），第116-117页
143. ↑  Ezzatyar（2016年），第51页
144. ↑  Mallat（2007年），第91页
145. ↑  Awass（2023年），第122页
146. ↑  Siddiqui（2019年），第227-229页
147. ↑  Emon & Ahmed（2019年），第190-191页
148. ↑  Akhlaq（2023年），第39页
149. ↑  Matusitz（2020年），第137页
150. ↑  Adib-Moghaddam（2014年），第24页
151. ↑  Masud & Muro（2022年），第172页
152. ↑  MacEoin（2009年），第55页
153. ↑  Takim（2022年），第85页
154. ↑  Baderin（2014年），第50、64页
155. ↑  Hallaq（1997年），第153页
156. ↑  Fitzpatrick & Walker（2014年），第203页
157. ↑  Roberts（2007年），第22页
158. ↑  Shahin & Esposito（2016年），第16页
159. ↑  Sabiq（1985年），第ix页
160. ↑  Hasan（2020年），第3页
161. ↑  Kuforiji（2019年），第66页
162. ↑  Tomasic（2016年），第234-235页
163. ↑  Hasyim（2006年），第94页
164. ↑  Fadl，Ahmad & Hassan（2019年），第342页
165. ↑  Baderin（2021年），第49页
166. ↑  Peters（2006年），第7页
167. ↑  Peters（2020年），第41页
168. ↑  Sindima（2017年），第147页
169. ↑  Freamon（2019年），第152页
170. ↑  Makdisi（2019年），第1页
171. ↑  Scholz（2013年），第183页
172. ↑  Riaz（2008年），第56页
173. ↑  Makdisi（2019年），第20页
174. ↑  Holt & Curta（2016年），第383页
175. ↑  Bennett（2014年），第269页
176. ↑  Skreslet & Skreslet（2006年），第79页
177. ↑  Fitzpatrick & Walker（2014年），第339页
178. ↑  Turner（2006年），第209页
179. ↑  Lipman（2016年），第69页
180. ↑  Rehman（2005年），第20页
181. ↑  Rasilla & Shahid（2019年），第70页
182. ↑  Raudvere（2014年），第91页
183. ↑  Wynbrandt（2010年），第89页
184. ↑  Zaman（2012年），第316页
185. ↑  Campo（2009年），第455页
186. ↑  Jeppie，Moosa & Roberts（2010年），第143页
187. ↑  Zartner（2014年），第132页
188. ↑  Saeed（2008年），第17页
189. ↑  Meri（2006年），第724页
190. ↑  Keshavjee（2013年），第63页
191. ↑  Janin & Kahlmeyer（2015年），第60页
192. ↑  Lee & Crowe（2019年），第157页
193. ↑  Hussain（2011年），第40页
194. ↑  Al-Jubouri（2010年），第122页
195. ↑  Jackson（2006年），第44页
196. ↑  Ahmad（2010年），第80页
197. ↑  Abdelkader（2000年），第60-61页
198. ↑  Baderin（2014年），第395页
199. ↑  Esposito & DeLong-Bas（2018年），第49页
200. ↑  Ramadan（2006年），第29页
201. ↑  Watkins（2020年），第27-28页
202. ↑  Weiss（2002年），第272-273页
203. ↑  Ahmad（2017年），第37页
204. ↑  Salaymeh（2016年），第152页
205. ↑  Crone（2002年），第22页
206. ↑  Marín & Jayyusi（1992年），第850页
207. ↑  Melchert（1997年），第178-179页
208. ↑  Rayson（2023年），第180页
209. ↑  Melchert（1997年），第191页
210. ↑  倪正茂（2006年），第237页
211. ↑  Campo（2009年），第346页
212. ↑  Emon & Ahmed（2019年），第262页
213. ↑  Jany（2020年），第172页
214. ↑  Sadeghi（2013年），第35页
215. ↑  Ayoub（2019年），第18页
216. ↑  Jung（2023年），第113页
217. ↑  Udovitch（1985年），第461页
218. ↑  Ali-Karamali（2020年），第52页
219. ↑  Tamanaha（2021年），第118页
220. ↑  Solomon & Tausch（2019年），第169页
221. ↑  Siddiqui（2019年），第16页